# 答里巴
答里巴（转写：Delbeg；1395年—1415年），瓦剌所立的蒙古君主，第24代蒙古大汗，《黄史》记载他17岁时即位，在位5年，波斯文《传记之友》等史书说他是阿里不哥的后裔。《蒙古源流》作德勒伯克，称他是本雅失里之子，而其他蒙古文史书称其为本雅失里之弟。
根据《蒙古黄金史》和《黄金史纲》记载，瓦剌在1411年（兔年）拥立答里巴即大汗位。1412年，瓦剌首领马哈木杀死阿鲁台所立的大汗本雅失里，瓦剌向明朝称臣，马哈木自任太师。1414年，明成祖第二次亲征蒙古，大败答里巴和马哈木，明军撤退后的1415年，鞑靼太师阿鲁台再次袭击瓦剌，大汗答里巴也于该年（羊年）死去。太师马哈木战死之后，马哈木的儿子脱懽拥立斡亦剌歹为汗。一说在马哈木败亡后，他归顺东蒙古，至1423年才被阿鲁台所杀。